# Focus (periodikum)
Focus je německý magazín. Vychází jednou týdně a první číslo vyšlo v roce 1993. Na německém trhu je konkurentem zavedeného týdeníku Der Spiegel. V magazínu Focus čtenáři najdou spíše kratší a veřejnosti srozumitelné články, dále analýzy a rozhovory. Tematicky se zaměřuje na politická, ekonomická a vědecká témata.
První číslo periodika se na pultech objevilo 18. ledna 1993 a vydali ho Hubert Burda a Helmut Markwort. Později se vydavatelem stal mediální dům Burda. Během ledna roku 2004 se prodávalo průměrně 798 406 výtisků, nicméně postupně náklad rostl až k šesti milionům.